# Parc de la Villette

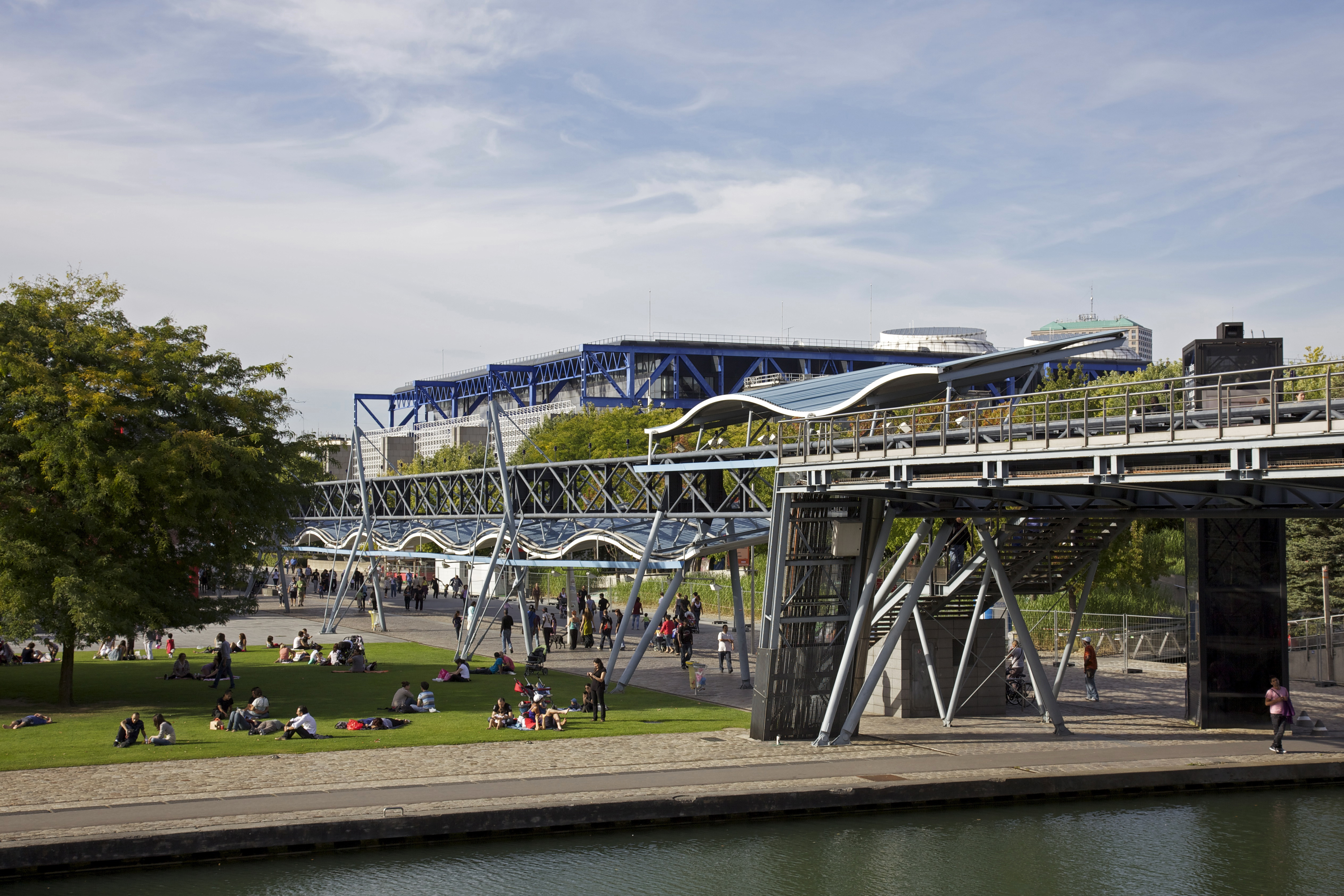
Vista do Parc de la Villette em 2010.

O Parc de la Villette é um parque urbano situado no 19º arrondissement, na divisa com Seine-Saint-Denis, em Paris. Projetado por Bernard Tschumi em um antigo abatedouro, ele é o maior parque da cidade de Paris e sua segunda maior área-verde (depois do Cemitério do Père-Lachaise), com 55 hectares. O parque abriga construções públicas voltadas à ciência e à música, além de muitos "follies", que são elementos arquitetônicos construídos em jardins com formas e funções distintas. Tschumi venceu a concorrência para o projeto do parque e discutiu sua proposta do projeto com Jacques Derrida. La Villette Park is open everyday from 6:00 a.m. until 1:00 a.m.

## Atrações e instituições
O Parc de la Villette abriga algumas instituições culturais de Paris, como:
- Cité des Sciences et de l'Industrie: um dos maiores museus de ciências da Europa.
- La Géode : um teatro com cobertura esférica.
- Hall de la Chanson : um teatro onde está instalado o Centro Nacional do Patrimonio da Canção Francesa, das Variedades e das Músicas Actuais.
- Cité de la Musique: sede do Conservatório de Paris.
- Le Zénith: casa de concertos com capacidade para 6.300 pessoas.

## Galeria

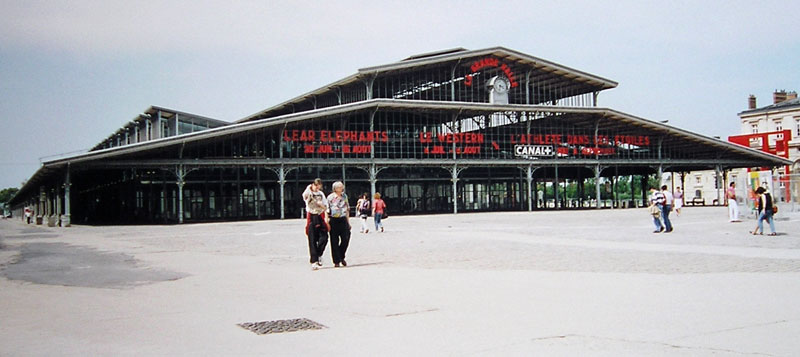
la Grande halle de La Villette
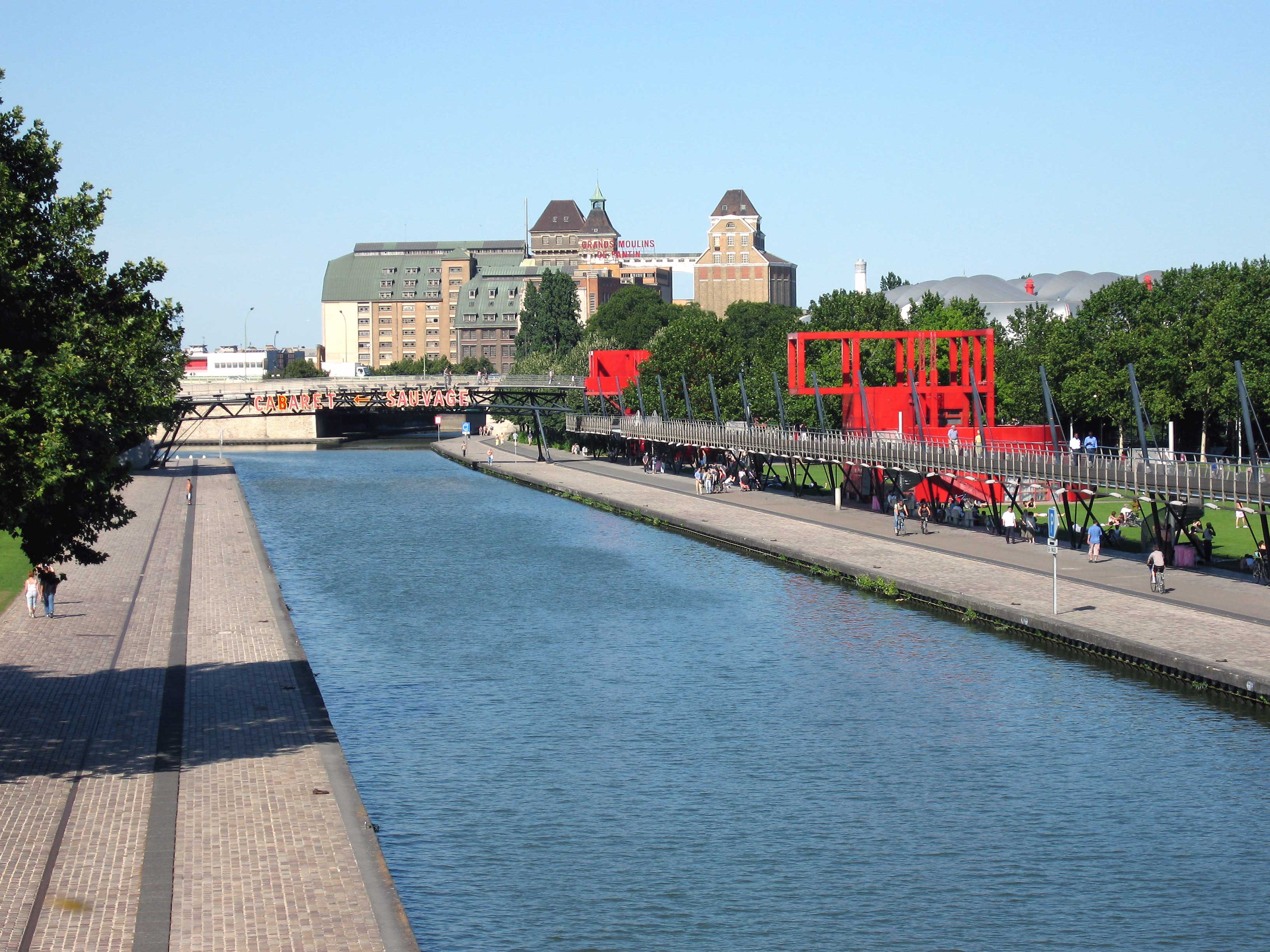
Vista do canal de l'Ourcq